# 李畬
李畬（?—?），字玉田，出自赵郡李氏，赵州高邑县（今河北省高邑县）人，唐朝官员，李至远的儿子。

## 生平
李畬初为汜水主簿。处事敏速，即使是村童厮役之辈，一看之后，就能记住姓名、家庭情况。黜陟使路敬潜推荐他清廉，擢升为右台监察御史里行。右台废除后，担任监察御史，转任国子司业。
李畲的母亲，史失其姓。有渊博的学识。李畲为监察御史时，得俸米，称了三斛还有剩余，其母问属官，属官回答：“御史俸米，不限量。”又问运费，回答：“御史不付运费。”其母发怒，让儿子归还多出来的米，补上运费，严厉的责备了李畲。李畲弹劾仓官，自己说明情况，其他御史听说，都有惭愧之色。
李畬事奉母亲很孝顺，几代同居，长幼有礼。妻子去世时，母亲当时正得病，李畬恐怕母亲悲伤，让家人不要让母亲听到哭声，朝夕侍候，不显露忧色，士友称道他。母亲去世时，他也哀伤过度去世。

## 子孙
- 子：李承
  - 孙：李藩
    - 曾孙：赞皇县君李娥
    - 曾孙：李孙二
- 子：李淐
- 子：李晔